# Mark Kharitonov
Pour les articles homonymes, voir Kharitonov.
Mark Sergueïevitch Kharitonov (en russe : Марк Сергеевич Харитонов) est un romancier, essayiste et poète soviétique puis russe né le 31 août 1937 à Jitomir (république socialiste soviétique d'Ukraine, URSS) et mort le 8 janvier 2024 à Moscou (Russie).

## Biographie
Après des études d'histoire, Mark Kharitonov a commencé à écrire en 1963 (nouvelle Une journée en février), mais n'a pu être publié qu'après la perestroïka, à partir de 1988. En 1992, il est le lauréat du premier prix Booker russe, avec son roman La Mallette de Milachévitch, troisième volet de la trilogie Une philosophie provinciale.
En 1997, la traduction de son recueil d'essais Un mode d'existence est récompensée du Prix du meilleur livre étranger [De quoi ?]dans la catégorie « Essais ».
Année après année, longtemps en dehors de tout réseau d'influence officiel ou dissident, Mark Kharitonov bâtit et continue de bâtir une œuvre originale, ébauchant une philosophie personnelle faite de pessimisme sur l'évolution du monde et d'éblouissement devant le merveilleux quand il surgit au coin le plus inattendu du prosaïque. Sa poétique tissée dans une langue à la fois dense et subtile, particulièrement adaptée à la description des multiples variations de l'inquiétude humaine, en fait l'un des plus importants écrivains russes contemporains.
En France, les œuvres de Kharitonov sont publiées aux éditions Arthème Fayard.
Mark Kharitonov meurt le 8 janvier 2024 à l'âge de 86 ans, à Moscou.

## Œuvres traduites en français
- Prokhor Menchoutine, roman traduit par Marc Weinstein, éd. Fayard, 1994 (Une philosophie provinciale, 1)
- Netchaïsk, suivi de Ahasvérus, roman traduit par Marc Weinstein, éd. Fayard, 1994 (Une philosophie provinciale, 2)
- La Mallette de Milachévitch, roman traduit par Marc Weinstein, éd. Fayard, 1994 (Une philosophie provinciale, 3)
- Un mode d'existence, essais traduits par Corinne Billod et Claire de Morsier-Praz, éd. Fayard, 1996.
- Les Deux Ivan, roman traduit par Marc Weinstein, éd. Fayard, 1996.
- Une journée en février, récit préfacé et traduit par Georges Nivat, éd. Fayard, 1998.
- Étude sur les masques, récit traduit par Marc Weinstein, éd. Fayard, 1998.
- Le Voyant, récits traduits par Lucile Nivat et Laure Troubetzkoy, éd. Fayard, 1999.
- Le Gardien, roman traduit par Laure Troubetzkoy, éd. Fayard, 1999.
- Le Professeur de mensonge, roman traduit par Fabienne Lécailler-German, éd. Fayard, 2001.
- Retour de nulle part, roman traduit par Marc Weinstein, éd. Fayard, 2002.
- L'Esprit de Pouchkine, nouvelles traduites par Lucile Nivat, éd. Fayard, 2003.
- L'Approche, roman traduit par Marc Weinstein, éd. Fayard, 2004.
- Amores novi, traduit par Régis Gayraud, éd. Fayard, 2007.
- Projet Solitude, roman traduit par Régis Gayraud, éd. Fayard, 2010.